# NGC 7294
NGC 7294 је спирална галаксија у сазвежђу Јужна риба која се налази на NGC листи објеката дубоког неба.
Деклинација објекта је - 25° 23' 53" а ректасцензија 22h 32m 7,8s. Привидна величина (магнитуда) објекта NGC 7294 износи 12,5 а фотографска магнитуда 13,5. NGC 7294 је још познат и под ознакама IC 5225, ESO 533-44, MCG -4-53-9, AM 2229-253, PGC 69088.